# Теотокос, Йоргос
Йоргос Теотокос или Георгиос Теотокас (греч.  Γιώργος Θεοτοκάς; 27 августа 1905, Константинополь Османская империя — 30 октября 1966, Афины) — греческий писатель
, драматург, эссеист. Представитель и один из ведущих интеллектуалов поколения 30-х годов в литературе Греции.

## Биография
Родился в семье юриста.
До 1926 года изучал право на юридическом факультете Афинского университета. Стажировался в области права, истории и философии в Париже. Затем изучал английское право, английскую литературу и посещал курсы истории и культуры в Лондоне.
Как прозаик дебютировал в 1929 году с эссе «Свободный дух» (Ελεύθερο Πνεύμα). За ним до начала Второй мировой войны последовали три романа: «Арго» (1933), «Демон» (1938) и «Леонис» (1940).
Его первый и самый известный роман «Арго» (Αργώ) был посвящён проблемам молодых людей, выросших в трудные и неспокойные времена.
После войны стал больше заниматься театром, писал пьесы, дважды был директором Афинского национального театра. Затем работал президентом административного комитета Государственного театра Северной Греции. Также занимался политикой, баллотировался на выборах, участвовал в создании партии Союз центра. Совершал многочисленные международные визиты, в том числе в СССР (Одессу, Москву и Ленинград) в конце 1962 года  
Из его пьес наиболее известна «Игра безумия и благоразумия», действие которой происходит в византийские времена. Его последними работами были книги о путешествиях, в том числе «Путешествие по Ближнему Востоку и Святой горе» (1961). Умер 30 октября 1966 года в Афинах в возрасте 61 года от рака печени , который вовремя не диагностировали. 
В 1939 году Афинская академия наградила его роман «Демон» литератургой премией.
Дружил и вёл переписку с крупными деятелями поколения 1930-х годов, включая лауреата Нобелевской премии, поэта Йоргоса Сефериса.

## Избранные произведения

### Романы
- Αργώ , т. 1: 1933, Vol. 2: 1936;
- Το Δαιμόνιο, 1938;
- Λεωνής, 1940;
- Ασθενείς και Οδοιπόροι , ч. 1 (Ιερά Οδός): 1950;
- Οι Καμπάνες, 1970;
- Σημαίες στον ήλιο.

### Рассказы
- Ευριπίδης Πεντοζάλης και Άλλες Ιστορίες , 1937

### Эссе
- Ελεύθερο Πνεύμα , 1929;
- Εμπρός στο Κοινωνικό Πρόβλημα, 1932;
- Στο κατώφλι των Νέων Καιρών, 1945;
- Προβλήματα του Καιρού Μας, 1956;
- Πνευματική Πορεία, 1961.

### Пьесы
- Αντάρα στ' Ανάπλι;
- Το Γεφύρι της Άρτας;
- Όνειρο του Δωδεκάμερου;
- Το Κάστρο της Ωριάς;
- Το Παιχνίδι της Τρέλας και της Φρονιμάδας;
- Συναπάντημα στην Πεντέλη;
- Το Τίμημα της Λευτεριάς;
- Πέφτει το Βράδυ;
- Αλκιβιάδης;
- Ο Τελευταίος Πόλεμος;
- Λάκαινα;
- Σκληρές Ρίζες;
- Η Άκρη του Δρόμου.

### Произведения о путешествиях
- Δοκίμιο για την Αμερική (Essay for America);
- Ταξίδι στη Μέση Ανατολή και στο Άγιον Όρος (Journey to Middle East and Mount Athos), 1961;
- Ταξίδια: Περσία, Ρουμανία, Σοβιετική Ένωση, Βουλγαρία (Journeys: Persia, Romania, Soviet Union, Bulgaria).